# 埃德索尔号护航驱逐舰
埃德索尔号护航驱逐舰（英語：USS Edsall，舷号：DE-129），是美国海军于第二次世界大战期间建造的一艘埃德索尔级护航驱逐舰，为该级首舰，其舰名取自美西战争期间的诺曼·埃德索尔。
埃德索尔号由贝茜·埃德索尔·布雷希（Bessie Edsall Bracey）女士冠名，于1942年7月2日在德克萨斯州奥兰治联合钢铁厂铺设龙骨，随后于11月1日下水。1943年4月10日，埃德索尔号正式服役。

## 设计与装备
埃德索尔级护航驱逐舰的设计与巴克利级护航驱逐舰类似，均采用长船体并建造有较高的舰桥。该级护航驱逐舰配备3英寸（76毫米）50倍径单装主炮，后续曾计划更换为5英寸（127毫米）38倍径主炮，但最终没有实际执行。该级护航驱逐舰由4台费尔班克斯-莫尔斯38D8-1/8-10内燃机提供动力，总功率最高可达6000匹马力，最高航速21节。其燃料舱可携带312吨重油，在12节航速下航程可达11000海里。此外，该级舰船还配备有较完善的侦查搜索系统，包括SL或SU水面雷达、SA对空雷达、QC声呐系统以及用于监听潜艇无线电的HF/DF天线。

## 服役历史
1943年6月20日至8月6日，埃德索尔号作为训练舰于诺福克海军基地培训护航舰队船员，随后前往位于迈阿密的猎潜训练中心接受进一步培训。1944年3月，她前往德克萨斯州加尔维斯顿护送一批隶属于第59护航编队的油轮，3月24日，她被任命为编队的领舰。此后一段时间，她继续在墨西哥湾至纽约和诺福克航线执行护航任务，期间还护送一支船队前往纽芬兰阿真舍海军基地。5月，她被派往百慕大参与一系列利用被俘意大利潜艇开展的反潜实验。
1944年7月1日至1945年6月3日，埃德索尔号参加了7次横跨大西洋的护航任务，为英国和地中海地区提供补给。1945年4月10日，2艘船团中的油轮在由纽约驶往利物浦的途中相撞，埃德索尔号迅速前往救援并协助扑灭了大火。
1945年6月24日，埃德索尔号被调往太平洋，随后停留珍珠港训练，日本投降后，她启程返回美国本土并于1946年6月11日在佛罗里达州格林科夫斯普林斯退役。1968年6月1日，埃德索尔号自美国海军除籍，随后于次年7月出售拆解。

## 荣誉
埃德索尔号在其服役期间所获荣誉如下：
|  | Bronze star |

| 美国战役奖章 | 欧洲-非洲-中东战役奖章 （1枚战斗之星） | 第二次世界大战胜利奖章 |

## 历任舰长
| 姓名       | 译名                   | 军衔 | 所属军种       | 任职时间                   |
| ---------- | ---------------------- | ---- | -------------- | -------------------------- |
|            | 埃德温·查尔斯·伍德沃德 | 少校 | 美国海军       | 1943年4月10日              |
|            | 谢尔登·霍尔德·金尼     | 上尉 | 美国海军       | 1943年7月9日               |
|            | 弗农·亚伦·艾萨克斯     | 少校 | 美国海军预备役 | 1943年10月30日             |
|            | 马尔科姆·R·麦克莱恩    | 少校 | 美国海军预备役 | 1944年1月14日              |
|            | 威廉·W·约曼斯          | 少校 | 美国海军预备役 | 1945年4月23日              |
|            | 弗兰克·E·纽曼          | 中尉 | 美国海军预备役 | 1946年2月1日-1946年6月11日 |
| 参考文献： |                        |      |                |                            |